# Canton de la Ciotat
Le canton de la Ciotat est une circonscription électorale française située dans le département des Bouches-du-Rhône, dans l'arrondissement de Marseille.
À la suite du redécoupage cantonal de 2014, les limites territoriales du canton sont remaniées. Le nombre de communes du canton passe de 2 à 7.

## Histoire
Le canton de la Ciotat a été créé en 1801.
Avant le redécoupage de 2003, le canton de la Ciotat comprenait aussi les communes de Carnoux-en-Provence, Cassis, Ceyreste et Roquefort-la-Bédoule. Ces communes ont été intégrées au nouveau canton d'Aubagne-Est.
Un nouveau découpage territorial des Bouches-du-Rhône entre en vigueur à l'occasion des élections départementales de mars 2015, défini par le décret du 27 février 2014, en application des lois du 17 mai 2013 (loi organique 2013-402 et loi 2013-403). Les conseillers départementaux sont, à compter de ces élections, élus au scrutin majoritaire binominal mixte. Les électeurs de chaque canton élisent au Conseil départemental, nouvelle appellation du Conseil général, deux membres de sexe différent, qui se présentent en binôme de candidats. Les conseillers départementaux sont élus pour 6 ans au scrutin binominal majoritaire à deux tours, l'accès au second tour nécessitant 12,5 % des inscrits au 1er tour. En outre la totalité des conseillers départementaux est renouvelée. Ce nouveau mode de scrutin nécessite un redécoupage des cantons dont le nombre est divisé par deux avec arrondi à l'unité impaire supérieure si ce nombre n'est pas entier impair, assorti de conditions de seuils minimaux. Dans les Bouches-du-Rhône, le nombre de cantons passe ainsi de 57 à 29. Le nombre de communes du canton de la Ciotat passe de 2 à 7.
Le nouveau canton de la Ciotat est formé de communes des anciens cantons de Aubagne-Est (5 communes) et de La Ciotat (2 communes). Le canton est entièrement inclus dans l'arrondissement de Marseille. Le bureau centralisateur est situé à La Ciotat.

## Représentation

### Conseillers généraux de 1833 à 2015
| Période         | Période             | Identité                               | Étiquette           | Qualité |
| --------------- | ------------------- | -------------------------------------- | ------------------- | --- |
| 1833            | 1848                | Antoine Raimond Germain de Clavel      |                     | Ancien négociant, juge de paix à La Ciotat |
| 1848            | 1859                | Louis Benet                            |                     | Industriel, créateur des chantiers navals de La Ciotat |
| 1859            | 1871                | Louis Béhic                            | Majorité dynastique | Chef d'entreprise, ancien membre du Conseil d'État Député (1846-1848) Sénateur (1867-1870) Ministre de l'Agriculture, du Commerce et des Travaux publics (1865-1867) |
| 1871            | 1892                | Pierre dit Petrus Baragnon (1830-1904) | Républicain Radical | Journaliste Président du Conseil Général |
| 1892            | 1898                | Sébastien-Joseph Maurel                | Républicain         | Ingénieur aux Messageries maritimes, La Ciotat |
| 1898            | 1910                | Fernand Gassion                        | POF                 | Chef du contentieux au Crédit lyonnais Maire de La Ciotat (1896-1910)                                                                                                |
| 1910            | 1923 (décès)        | Emmanuel Barthélemy                    | SFIO                | Dessinateur Conseiller municipal de La Ciotat (1895-1912) |
| 1923            | 1928 (décès)        | Eugène Mouton                          | SFIO                | Avocat Maire de La Ciotat (1919-1928) |
| 1928            | 1940                | Gaston Rigaud                          | SFIO                | Employé des PTT, conseiller d'arrondissement Conseiller municipal de La Ciotat                                                                                       |
|                 |                     |                                        |                     | |
| 1943            | 1945                | Espérance Eymeric                      |                     | Adjoint au maire de La Ciotat Nommé conseiller départemental en 1943                                                                                                 |
|                 |                     |                                        |                     | |
| 1945            | 1951 (décès)        | Eugène Santini                         | SFIO                | Receveur municipal à La Ciotat |
| 17 février 1952 | 1973                | Jean Graille                           | SFIO puis PS        | Postier Maire de La Ciotat (1949-1977) Président du Conseil Général (1958-1961)                                                                                      |
| 1973            | 1979                | Georges Romand                         | PCF                 | Maire de La Ciotat (1977-1979) |
| 1979            | 1986 (invalidation) | Guy Tillet                             | PCF                 | Roquefort-la-Bédoule |
| 1986            | 1992                | Gilbert Rastoin                        | RPR                 | Maire de Cassis (1971-1995) |
| 1992            | 1998                | Francis Giraud                         | RPR                 | Professeur honoraire à la faculté de médecine Maire de Roquefort-la-Bédoule (1983-2009) Sénateur (1998-2008)                                                         |
| 1998            | 2004                | Rosy Sanna                             | PCF                 | Institutrice Maire de La Ciotat (1995-2001) Suppléante du député Jean Tardito (1993-1999)                                                                            |
| 2004            | 2015                | Patrick Boré                           | UMP                 | Pharmacien Maire de La Ciotat (2001-2020) Suppléant du député Bernard Deflesselles (1997-2017)                                                                       |

### Conseillers d'arrondissement (de 1833 à 1940)
| Période                                  | Période          | Identité                                 | Étiquette        | Qualité |
| ---------------------------------------- | ---------------- | ---------------------------------------- | ---------------- | --- |
| 1833                                     | 1833             | M. Chabaud                               |                  | Propriétaire à La Ciotat                                                                                         |
| 1833                                     | 1838 (décès)     | Jean Baptiste Lazare Reynier (1788-1838) |                  | Lieutenant de vaisseau, maire de La Ciotat (1830-1838)                                                           |
| 1838                                     | 1848             | Louis Melchior Guibert                   |                  | Médecin à La Ciotat                                                                                              |
|                                          |                  |                                          |                  | |
| 1871                                     | 1874             | Toussaint Pascal                         |                  | Propriétaire, ancien chef ouvrier modeleur aux ateliers des Messageries Maritimes, adjoint au maire de La Ciotat |
| 1874                                     | 1888 (démission) | Pierre Barthélemy Poucel (1810-1888)     | Républicain      | Chef machiniste, ancien maire de La Ciotat (1876-1877)                                                           |
| 1892                                     | 1894 (décès)     | Auguste Favier                           | Républicain      | Commissaire adjoint de la Marine en retraite, maire de Cassis                                                    |
| mars 1894                                | 1913             | Marius Blanc                             | Socialiste       | Adjoint au maire de Roquefort                                                                                    |
| 1913                                     | 1919             | Augustin Isnard                          | SFIO             | Maire de Cassis, Président du Conseil d'arrondissement                                                           |
| 1919                                     | 1928             | Gaston Rigaud                            | SFIO             | Employé des PTT                                                                                                  |
| 1928                                     | 1931             | Jean Bouissou                            | Union socialiste | Médecin, maire de La Ciotat (1929-1934)                                                                          |
| 1931                                     | 1940             | Baptistin Bernard                        | SFIO             | Instituteur, Président du Conseil d'arrondissement (1938-1940)                                                   |
| 1940                                     |                  |                                          |                  | Les conseils d'arrondissement ont été suspendus par la loi du 12 octobre 1940 et n'ont jamais été réactivés      |
| Les données manquantes sont à compléter. |                  |                                          |                  | |

### Conseillers départementaux après 2015
| Période élective | Période élective | Mandat       | Mandat       | Identité           | Nuance | Nuance | Qualité |
| ---------------- | ---------------- | ------------ | ------------ | ------------------ | ------ | ------ | --- |
| 2015             | 2021             | 2015         | en cours     | Danielle Milon     |        | LR     | Maire de Cassis 8e Vice-présidente du Conseil départemental déléguée au tourisme                                                                         |
| 2015             | 2021             | 2015         | octobre 2020 | Patrick Boré       |        | LR     | Sénateur des Bouches-du-Rhône (août 2020-2021) Ancien Maire de La Ciotat (2001 → 2020) Ancien 1er Vice-président du Conseil départemental Démissionnaire |
| 2015             | 2021             | octobre 2020 | 2021         | Roland Giberti     |        | LR     | Maire de Gémenos Vice-président de droit de la Métropole d'Aix-Marseille-Provence Président de Marseille-Provence (depuis juillet 2020)                  |
| 2021             | 2028             | 2021         | en cours     | Patrick Ghigonetto |        | DVD    | Maire de Ceyreste |
| 2021             | 2028             | 2021         | en cours     | Danielle Milon     |        | LR     | Conseillère sortante, 1ère Vice-Présidente du conseil départemental                                                                                      |

### Résultats détaillés

#### Élections de mars 2015
À l'issue du 1er tour des élections départementales de 2015, deux binômes sont en ballottage : Danielle Milon et Patrick Boré (Union de la Droite, 41,64 %) et  Vesselin Bratkov et Laurence Leguem (FN, 32,57 %). Le taux de participation est de 49,63 % (28 524 votants sur 57 479 inscrits) contre 48,55 % au niveau départemental et 50,17 % au niveau national.
Au second tour, Danielle Milon et Patrick Boré (Union de la Droite) sont élus avec 62,89 % des suffrages exprimés et un taux de participation de 50,60 % (16 577 voix pour 29 084 votants et 57 477 inscrits).

#### Élections de juin 2021
Le premier tour des élections départementales de 2021 est marqué par un très faible taux de participation (33,26 % au niveau national). Dans le canton de la Ciotat, ce taux de participation est de 33,74 % (20 522 votants sur 60 823 inscrits) contre 32,44 % au niveau départemental. À l'issue de ce premier tour, deux binômes sont en ballottage : Patrick Ghigonetto et Danielle Milon (Union au centre et à droite, 42,13 %) et Hervé Itrac et Marie-Louise Scibilia (RN, 33,3 %).
Le second tour des élections est marqué une nouvelle fois par une abstention massive équivalente au premier tour. Les taux de participation sont de 34,3 % au niveau national, 35,52 % dans le département et 36,72 % dans le canton de la Ciotat. Patrick Ghigonetto et Danielle Milon (Union au centre et à droite) sont élus avec 62,85 % des suffrages exprimés (13 180 voix pour 22 337 votants et 60 823 inscrits),,. 

## Composition

### Composition avant 2015

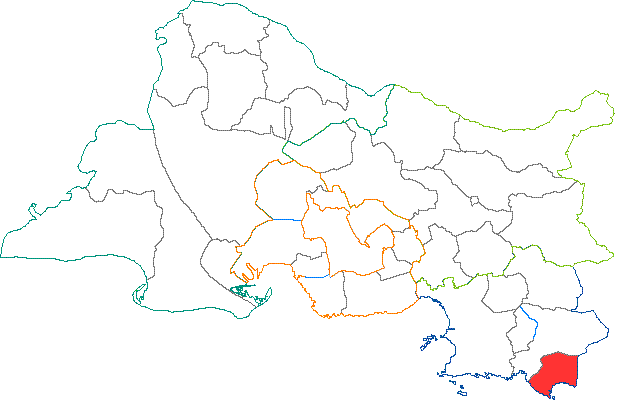
Situation du canton de la Ciotat dans le département des Bouches-du-Rhône avant 2015.

| Nom                   | Code Insee | Codepostal | Superficie (km2) | Population (dernière pop. légale) | Densité (hab./km2) |
| --------------------- | ---------- | ---------- | ---------------- | --------------------------------- | ------------------ |
| La Ciotat (chef-lieu) | 13028      | 13600      | 31,46            | 33 829 (2010)                     | 1 075              |
| Ceyreste              | 13023      | 13600      | 22,61            | 4 178 (2012)                      | 185                |

### Composition à partir de 2015
Le nouveau canton de la Ciotat comprend sept communes entières.
| Nom                               | Code Insee | Intercommunalité                   | Superficie (km2) | Population (dernière pop. légale) | Densité (hab./km2) | Modifier                                    |
| --------------------------------- | ---------- | ---------------------------------- | ---------------- | --------------------------------- | ------------------ | ------------------------------------------- |
| La Ciotat (bureau centralisateur) | 13028      | Métropole d'Aix-Marseille-Provence | 31,46            | 37 599 (2022)                     | 1 195              | modifier les données · modifier les données |
| Carnoux-en-Provence               | 13119      | Métropole d'Aix-Marseille-Provence | 3,45             | 6 872 (2022)                      | 1 992              | modifier les données · modifier les données |
| Cassis                            | 13022      | Métropole d'Aix-Marseille-Provence | 26,87            | 6 706 (2022)                      | 250                | modifier les données · modifier les données |
| Ceyreste                          | 13023      | Métropole d'Aix-Marseille-Provence | 22,61            | 4 847 (2022)                      | 214                | modifier les données · modifier les données |
| Cuges-les-Pins                    | 13030      | Métropole d'Aix-Marseille-Provence | 38,81            | 5 949 (2022)                      | 153                | modifier les données · modifier les données |
| Gémenos                           | 13042      | Métropole d'Aix-Marseille-Provence | 32,75            | 6 678 (2022)                      | 204                | modifier les données · modifier les données |
| Roquefort-la-Bédoule              | 13085      | Métropole d'Aix-Marseille-Provence | 31,15            | 5 784 (2022)                      | 186                | modifier les données · modifier les données |
| Canton de la Ciotat               | 1308       |                                    | 187,10           | 74 435 (2022)                     | 398                | modifier les données                        |

## Démographie

### Démographie avant 2015
| 1962   | 1968   | 1975   | 1982   | 1990   | 1999   | 2006   | 2011   | 2012   |
| ------ | ------ | ------ | ------ | ------ | ------ | ------ | ------ | ------ |
| 20 125 | 25 497 | 34 758 | 34 271 | 33 624 | 35 266 | 36 202 | 37 921 | 38 241 |

### Démographie depuis 2015
En 2022, le canton comptait 74 435 habitants, en évolution de +5,22 % par rapport à 2016 (Bouches-du-Rhône : +2,48 %, France hors Mayotte : +2,11 %).
| 2013   | 2018   | 2022   |
| ------ | ------ | ------ |
| 69 637 | 71 122 | 74 435 |